# Anumbius
Anumbius is een geslacht van zangvogels uit de familie ovenvogels (Furnariidae). De enige soort:
- Anumbius annumbi – Sprokkelaar